# Ploceus

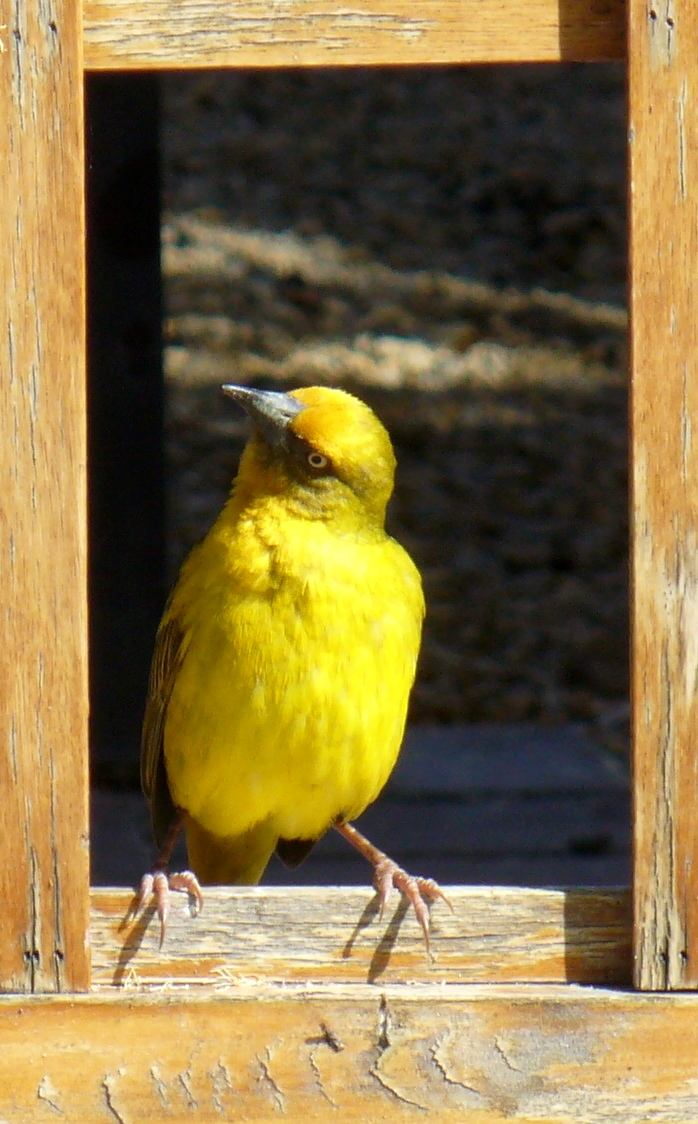
Teixidor del Cap (Ploceus capensis)

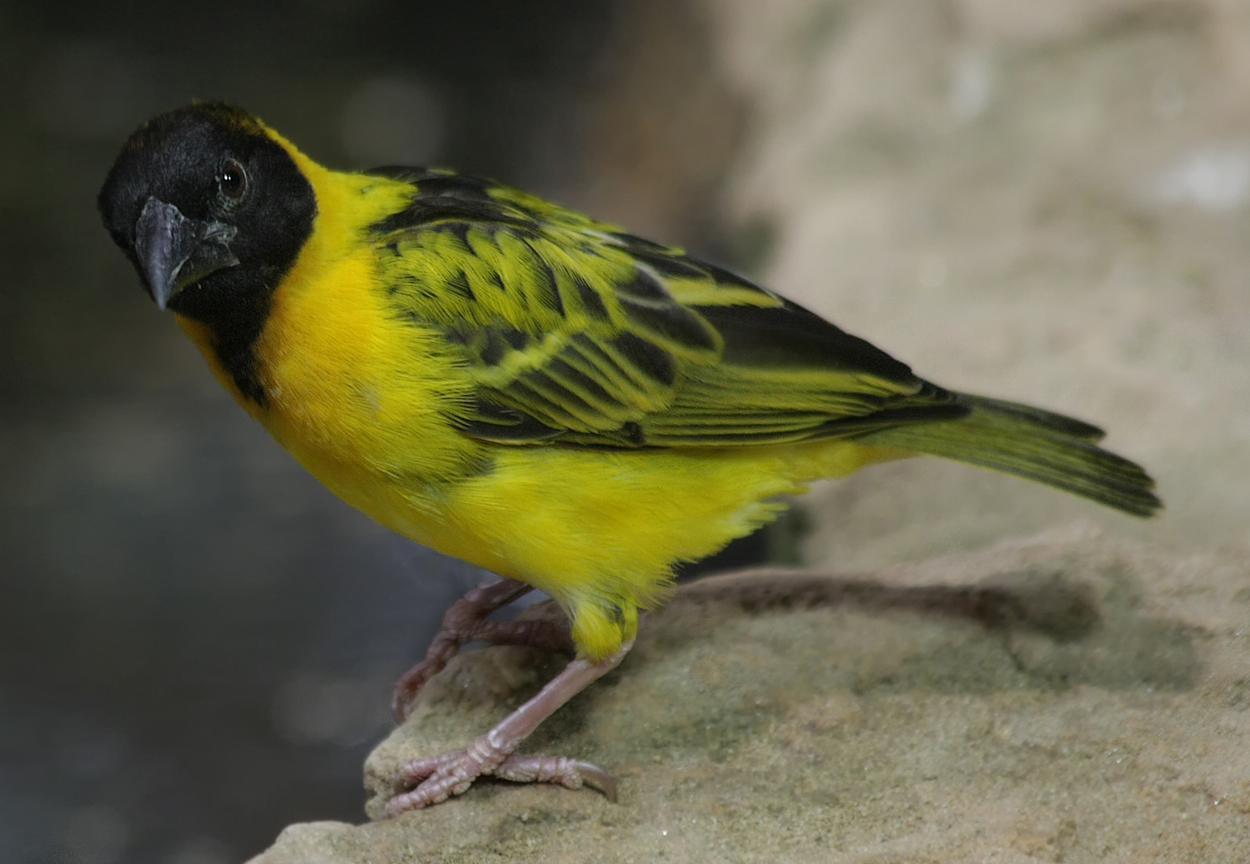
Teixidor vitel·lí (Ploceus vitellinus)

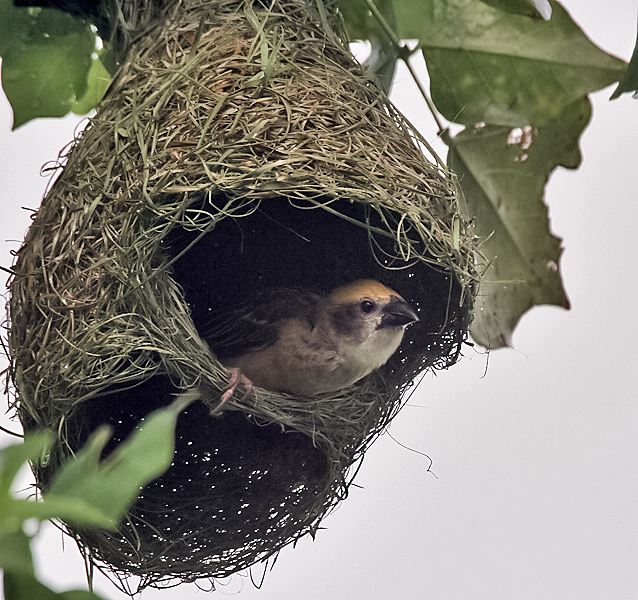
Ploceus philippinus al niu

Ploceus és un gènere d'ocells de la família dels plocèids (Ploceidae). Són coneguts com a teixidors. Aquestes aus viuen a diferents hàbitats, principalment dins de l'Àfrica subsahariana, però també a l'Àsia meridional i el sud-est asiàtic.

## Taxonomia
Segons la classificació del Congrés Ornitològic Internacional (versió 11.1, 2021), aquest gènere està format per 64 espècies:
- Ploceus baglafecht - teixidor baglafecht.
- Ploceus bannermani - teixidor de Bannerman.
- Ploceus batesi - teixidor de Bates.
- Ploceus nigrimentus - teixidor gorjanegre.
- Ploceus bertrandi - teixidor de Bertram.
- Ploceus pelzelni - teixidor de Pelzeln.
- Ploceus subpersonatus - teixidor de Loango.
- Ploceus luteolus - teixidor petit.
- Ploceus ocularis - teixidor d'ulleres.
- Ploceus nigricollis - teixidor collnegre.
- Ploceus alienus - teixidor dorsiverd.
- Ploceus melanogaster - teixidor caputxí.
- Ploceus capensis - teixidor social del Cap.
- Ploceus temporalis - teixidor de Bocage.
- Ploceus subaureus - teixidor daurat africà.
- Ploceus xanthops - teixidor citrí.
- Ploceus aurantius - teixidor taronja.
- Ploceus heuglini - teixidor de Heuglin.
- Ploceus bojeri - teixidor de les palmeres.
- Ploceus castaneiceps - teixidor de Taveta.
- Ploceus princeps - teixidor de Príncipe.
- Ploceus castanops - teixidor gorjabrú septentrional.
- Ploceus xanthopterus - teixidor gorjabrú meridional.
- Ploceus burnieri - teixidor de Kilombero.
- Ploceus galbula - teixidor de Rüppell.
- Ploceus taeniopterus - teixidor del Nil.
- Ploceus intermedius - teixidor intermedi.
- Ploceus velatus - teixidor emmascarat.
- Ploceus katangae - teixidor de Katanga.
- Ploceus ruweti - teixidor de Ruwet.
- Ploceus reichardi - teixidor de Reichard.
- Ploceus vitellinus - teixidor vitel·lí.
- Ploceus spekei - teixidor de Speke.
- Ploceus spekeoides - teixidor de Fox.
- Ploceus cucullatus - teixidor social comú.
- Ploceus grandis - teixidor gegant.
- Ploceus nigerrimus - teixidor negre.
- Ploceus weynsi - teixidor de Weyns.
- Ploceus golandi - teixidor de Clarke.
- Ploceus dichrocephalus - teixidor de Salvadori.
- Ploceus melanocephalus - teixidor social capnegre.
- Ploceus jacksoni - teixidor de Jackson.
- Ploceus badius - teixidor canyella.
- Ploceus rubiginosus - teixidor castany.
- Ploceus aureonucha - teixidor de clatell daurat.
- Ploceus tricolor - teixidor tricolor.
- Ploceus albinucha - teixidor de Maxwell.
- Ploceus nelicourvi - teixidor nelicurvi.
- Ploceus sakalava - teixidor sakalava.
- Ploceus hypoxanthus - teixidor daurat asiàtic.
- Ploceus superciliosus - teixidor caranegre.
- Ploceus benghalensis - teixidor de Bengala.
- Ploceus manyar - teixidor estriat.
- Ploceus philippinus - teixidor baya.
- Ploceus megarhynchus - teixidor de Finn.
- Ploceus bicolor - teixidor bicolor.
- Ploceus preussi - teixidor de Preuss.
- Ploceus dorsomaculatus - teixidor dorsitacat.
- Ploceus olivaceiceps - teixidor olivaci.
- Ploceus nicolli - teixidor dels Usambara.
- Ploceus insignis - teixidor de capell bru.
- Ploceus angolensis - teixidor alabarrat.
- Ploceus sanctithomae - teixidor de São Tomé.
- Ploceus flavipes - teixidor camagroc.